# قائد برايتوري

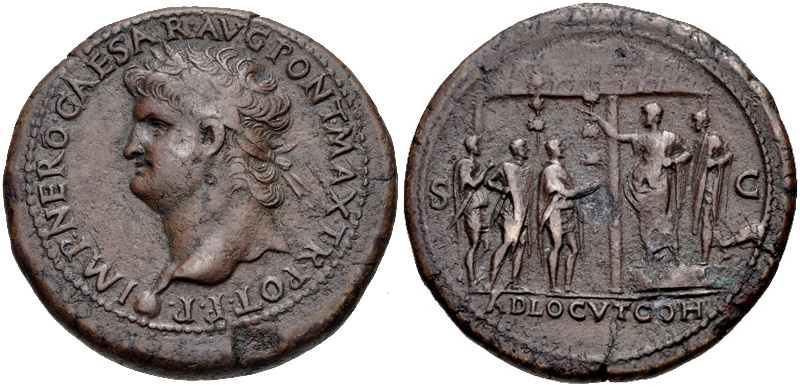
تظهر صورة قائد برايتوري منقوشةٌ على العملة إلى اليمين في عهد الإمبراطور نيرون، ممَّا يدل على أهمية صاحب المنصب بالدولة.

القائد البرايتوري (باللاتينية: praefectus praetorio) هو منصبٌ شديد الأهمية في الإمبراطورية الرومانية، كان يتولَّى صاحبه بالأصل قيادة الحرس الإمبراطوري، قبل أن يتطوَّر المنصب لتتضمَّن مسؤوليَّاته صلاحيات قانونية وإدارية عالية جداً، وليصبح القائد البرايتوري أحد أهمِّ مساعدي الإمبراطور.
جُرِّد القائد البرايتوري من العديد من صلاحيَّاته في عهد الإمبراطور الروماني قسطنطين الأول، فحوِّل من سلطة عسكرية هائلة إلى منصب مدنيٍّ إداري بحت. وفي الفترة اللاحقة لعهد قسطنطين، ظهرت تقسيماتٌ إدارية جديدة للدولة سُمِّيت الولايات الإمبراطورية، وأصبح القائد البرايتوري السلطة العليا المسؤولة عن إدارة هذه الولايات، فبات أشبه برئيس وزراء الدولة. ظلَّ الأباطرة الرومان ينصِّبون القادة البرايتوريّين لتولي هذه المهام حتى عهد هرقل، عندما أجريت تغييراتٌ عديدة في نظام الحكم سحبت من القادة البرايتوريين معظم صلاحيَّاتهم، ليصبحوا أشبه بمراقبين على كيفيَّة إدارة ولايات الإمبراطورية.
اختفى آخر أثرٍ لهذا المنصب في الإمبراطورية البيزنطية بحلول عام 850م، بينما اندثر في الإمبراطورية الرومانية الغربية مع زوالها بنهاية القرن الخامس الميلادي.